# Igor Peternel
Igor Peternel (Zagreb, 20. srpnja 1972.) hrvatski je političar, doktor znanosti, profesor te potpredsjednik stranke Dom i nacionalno okupljanje.
Rodio se u Zagrebu 20. srpnja 1972. godine. Kao dijete pojavio se u reklami za juhu Agrokomerca. Diplomirao je na Fakultetu kemijskog inženjerstva i tehnologije Sveučilišta u Zagrebu 2001. godine. Od 2002. bio je znanstveni novak na istome fakultetu. Doktorirao je na temu „Razgradnja organskih onečišćivala visokonaponskim električnim izbojem i UV zračenjem” 2008. godine. Profesor je stručnih studija na Veleučilištu u Karlovcu (VUKA) na Odjelu sigurnosti i zaštite iz područja zaštite okoliša, otpadnih voda, zaštite od požara i sl.
Političku karijeru započeo je učlanjenjem u SDP 2010. godine. Bio je član odbora za zaštitu okoliša. 
Postao je član Hrvatskog helsinškog odbora 2011. godina i postao s vremenom potpredsjednik za vrijeme Ivana Zvonimira Čička. Prestao je biti član HH0-a 2019. godine. Nastupao je na televiziji kao politički analitičar.
Početkom 2020. postao je član Škorina Domovinskog pokreta. Postao je zastupnik Domovinskog pokreta u Gradskoj skupštini Grada Zagreba i predsjednik podružnice Domovinskog pokreta Grada Zagreba. Na konstituirajućoj sjednici Gradske skupštine Grada Zagreba održanoj 17. lipnja 2021. godine izabran je za jednog od četiri potpredsjednika Gradske skupštine. Podnio je ostavku na dužnost potpredsjednika Gradske skupštine u ožujku 2022., a ponovno je postao potpredsjednik u prosincu iste godine.
Izabran je u 11. saziv Hrvatskoga sabora na listi Domovinskog pokreta u VI. izbornoj jedinici u proljeće 2024. godine. Postao je predsjednik Odbora za gospodarstvo. Bio je predsjednik Kluba zastupnika Domovinskog pokreta do kraja kolovoza 2024. kada je izašao iz stranke nakon što je ponovno za predsjednika stranke izabran Ivan Penava, a on je bio na strani frakcije koju je vodio Mario Radić. Bio je kandidat za zamjenika Marija Radića. Kasnije s bivšim članovima Domovinskoga pokreta osniva stranku Dom i nacionalno okupljanje (DOMiNO) te postaje potpredsjednik stranke.
Bio je u braku s članicom uprave Dinama Amrom Peternel, a kasnije se ponovno oženio i ima djecu iz oba braka.